# فالنتين لازار
فالنتين لازار (رومانية: Valentin Lazar؛ مواليد 21 أغسطس 1989) هو لاعب كرة قدم روماني يجيد اللعب كلاعب وسط.
لعب سابقاً في نادي السيلية ونادي الخريطيات ونادي الشحانية.

## روابط خارجية
- فالنتين لازار على موقع اتحاد تركيا (لاعب) (الإنجليزية)
- فالنتين لازار على موقع قاعدة بيانات كرة القدم.إي يو (الإنجليزية)
- فالنتين لازار على موقع Soccerway.com (الإنجليزية)
- فالنتين لازار على موقع عالم كرة القدم.نت (الإنجليزية)